# 十字架 (基督教)
十字架圖案是基督教的主要象徵標誌，普遍使用於天主教、東正教、新教以及其他基督教派別組織。天主教、東正教及部分新教的信徒在胸前畫十字聖號或佩帶十字架以堅定信仰、作潔淨之用或紀念耶穌為拯救全人類而死，甚至有人認為有神奇的驅魔力量。

## 十字架與基督教

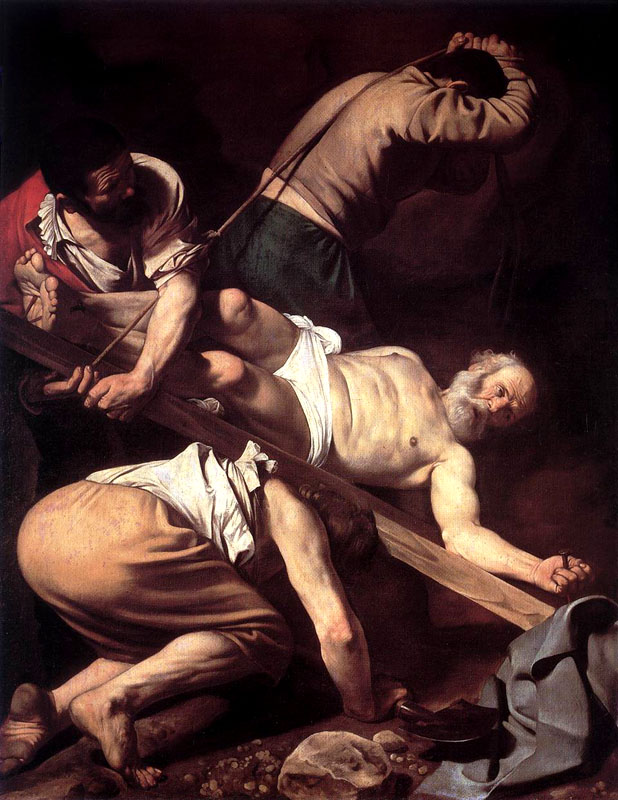
十字架出現在宗教繪畫《聖彼得被釘十字架》，卡拉瓦喬於1601年繪畫

基督教早期教父猶斯定（100-165）曾提到釘死耶穌的十字架之造型，「被吩咐作為全燔祭的羔羊所象徵的是基督將在十字架上受到的苦難。而這全燔祭的羔羊被烤以及裝配成交叉的形式，一根由右邊刺穿頭部下方，另一根則跨越整個背部以固定羔羊的腿。」
J.F.赫斯特著在他的《基督教教會史》（1897年）中宣稱：「西元1世紀的基督徒既不使用基督受難像，也不使用任何樣式的十字架。」直到公元4世紀，羅馬皇帝君士坦丁大帝在一場戰役前看見在天上出現類似十字型標記的異象，十字標記被引入基督教作為信仰的標記。十字型圖案初出現在戰旗、盾牌及其他許多物品上，十字架在其後出現在公元5至6世紀的耶穌受難像。及至公元7世紀，出現了耶穌被釘在十字架的耶穌受難形象，教會號召信徒尊敬及使用十字架。中世紀後的宗教繪畫或宗教文學，全都描述耶穌被釘在十字架上。

然而君士坦丁當初所推廣的記號卻是由X和P重疊形成的凱樂符號，和十字架造型的垂直交叉還是有差別，不能是為基督教大量使用十字架的起源。

君士坦丁當年宣稱他所看到的意象為凱樂符號

無論是東正教、天主教或新教各教會，尤其是今天其在希腊境内的教会和希腊语教会，全都接納十字架為信仰標誌和承認耶穌是被釘死在十字架上。只有個別被传统基督教教派认为是异端的宗派提出一些考古文獻，不認同耶穌是被釘死在十字架上。例如在耶和華見證人出版的新世界聖經譯本附錄指出，譯成十字架的希臘語詞只是指一條木柱，十字架的標記是源自古代異教的。

## 反對十字架是釘死耶穌的刑具論

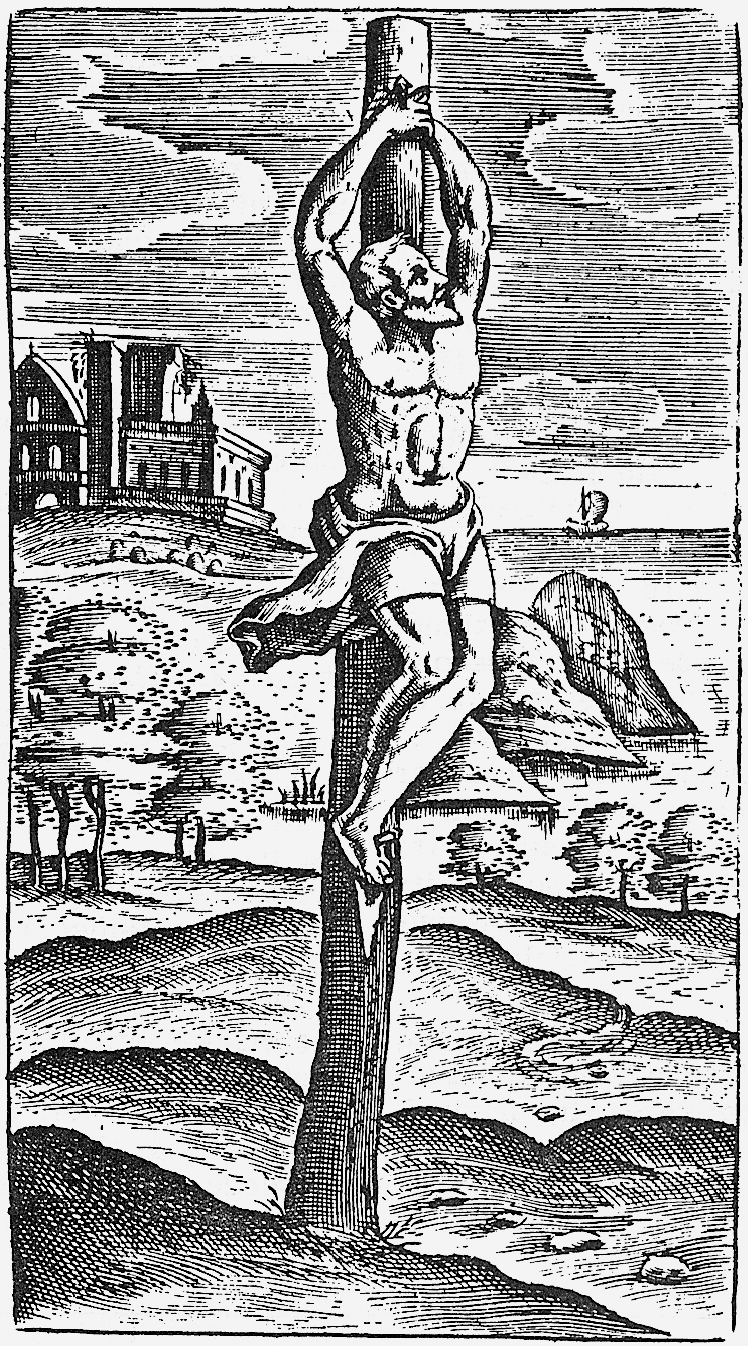
佛蘭芒文字學家及人文主義學者尤斯圖斯·利普修斯的著作中顯示耶穌所釘的十字架僅是一支木柱

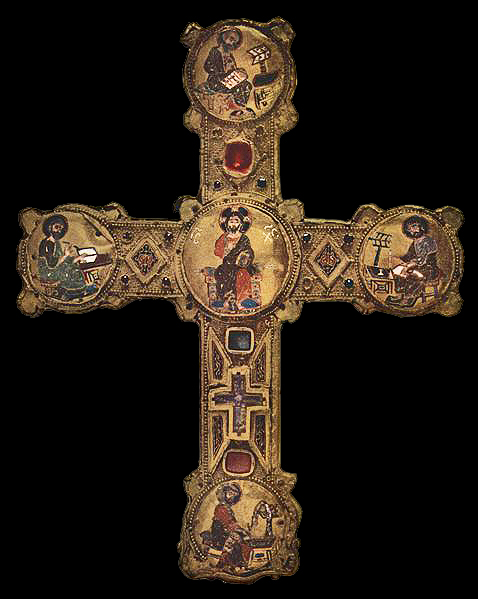
基督十字形的圣骨匣。

「十字架」在希臘文新約聖經中的用字是「STAUROS」（Σταύρωση）和「XULON」。「XULON」是用來解釋上一個單詞「STAUROS」的，詞的每一個的意思都是相同的。根據希臘文－英文聖經，希臘文中的「STRUROS」有兩個意思：
- 指普通的木棍，或是木頭的部分；
- 指耶穌基督被釘上的十字架。

- 在古希臘語中，“斯陶羅斯”（STAUROS）僅指一根直柱或樁子，後來才指一根有橫木的行刑柱。《帝國聖經詞典》確認這點說：“譯做‘十字架’的希臘語‘斯陶羅斯’的[本義]是指一根柱、直杆或樁子，可以掛東西，也可以插進地裡來築圍欄。… …連羅馬人所講的‘克魯克斯’（拉丁語crux，這個詞後來衍生了英語cross）看來原本也是指一根直杆。”中古以來的希臘人顯然沒有對此認可的行為[5]

- 拉丁語的用字是「CRUX」。聖經也用單詞「XULON」來描寫耶穌的死亡方式[6]。在古代英語中用的是ROOD（十字架）或者ROD（桿）。可是，《和合本》與《聖經新譯本》都把這兩節經文的“西隆”都譯做“木頭”[4]，《新經全集》（蕭靜山譯）分別譯做“木頭”和“木”。

- J.D.帕森斯寫的《非基督教的十字架》指：“用希臘語寫成的《新約》各卷從沒有表示，耶穌被釘的那個‘斯陶羅斯’有別於一般的‘斯陶羅斯’，就連一句暗示也沒有， 更沒有說它不是一根木頭而是由兩根木頭釘成的十字架。… …導師們把教會的希臘語文獻翻譯成本地語言時， 把‘斯陶羅斯’一詞譯做‘十字架’。為了支持這個做法，他們把‘十字架’一詞收進詞典作為‘斯陶羅斯’的定義，卻沒有清楚說明在使徒的日子，‘十字架’絕不是‘斯陶羅斯’的本義，而且過了很久依然沒有成為‘斯陶羅斯’的主要意思。就算‘十字架’後來成為‘斯陶羅斯’的主要意思，也純粹是因為人們在毫無佐證 的情況下，仍然為了某些理由假定耶穌被釘的那個‘斯陶羅斯’是十字形的。導師們這樣做實在大大誤導別人。”[7][8]

## 十字架與古代文化
學者普遍接納基督教創立以前就有文化使用十字標記。古埃及、印度和西藏等古老民族都把十字型圖案視作賦予生命的象徵。
特洛伊的宗教中，十字形圖案出現在陶器上以及腳踏板的螺紋上，為崇拜太陽。高盧人的陶器、寶石和硬幣都有十字型圖案。在中美洲，十字暗指四種風。在中國表意字元中，是帶著方框的等變形，反映的是大地。
在基督教發展時期的古羅馬，十字圖形是太陽神的象徵。
由於十字架在基督教之前就已經有文化使用，這個現象經常被反對十字型的基督宗教教派或學者用來援引他們的論點。

## 十字架的樣式
十字架的樣式在十字形基礎上有多種變化，各樣式的十字架都各有象徵意義。由十字架衍生的象徵標誌數量繁多，主要如下：
- 凱樂符號
- 科普特十字 （页面存档备份，存于）
- 希臘式正十字架
- 拉丁式縱長十字架
- 倒十字架（聖彼得十字架）
- 聖安德烈十字
- 骷髏地十字架
- 洗禮十字架
- 中世纪十字架
- 耶路撒冷十字
- 凱爾特十字
- 馬耳他十字（燕尾十字架）
- 復活節十字架
- 百合花形十字架
- 花蕾形十字架
- 十字架和荊棘冠冕
- 聖布利奇特十字架
- 克拉達十字架
- 洛林十字（雙十字架）
- 聶斯托留十字架（景教十字架）